# Seznam senatorjev sedemnajste italijanske legislature
Seznam senatorjev 17. legislature Republike Italije je urejen po političnih strankah.

## Vlada

### Partito Democratico
- Donatella Albano
- Silvana Amati
- Ignazio Angioni
- Bruno Astorre
- Maria Teresa Bertuzzi
- Amedeo Bianco
- Daniele Gaetano Borioli
- Claudio Broglia
- Filippo Bubbico
- Massimo Caleo
- Laura Cantini
- Rosaria Capacchione
- Valeria Cardinali
- Felice Casson
- Vannino Chiti
- Monica Cirinnà
- Roberto Cociancich
- Stefano Collina
- Paolo Corsini
- Giuseppe Luigi Salvatore Cucca
- Vincenzo Cuomo
- Erica D'adda
- Emilia Grazia De Biasi
- Mauro Del Barba
- Isabella De Monte
- Rosa Maria Di Giorgi
- Nerina Dirindin
- Stefano Esposito
- Camilla Fabbri
- Emma Fattorini
- Nicoletta Favero
- Valeria Fedeli
- Elena Ferrara
- Marco Filippi
- Rosanna Filippin
- Anna Finocchiaro
- Elena Fissore
- Federico Fornaro
- Maria Grazia Gatti
- Rita Ghedini
- Francesco Giacobbe
- Nadia Ginetti
- Miguel Gotor
- Manuela Granaiola
- Pietro Grasso
- Maria Cecilia Guerra
- Paolo Guerrieri Paleotti
- Josefa Idem
- Bachisio Silvio Lai
- Nicola Latorre
- Stefano Lepri
- Sergio Lo Iudice
- Doris Lo Moro
- Carlo Lucherini
- Giuseppe Lumia
- Patrizia Manassero
- Luigi Manconi
- Andrea Marcucci
- Salvatore Margiotta
- Ignazio Marino
- Mauro Maria Marino
- Claudio Martini
- Donella Mattesini
- Giuseppina Maturani
- Claudio Micheloni
- Maurizio Migliavacca
- Corradino Mineo
- Marco Minitti
- Franco Mirabelli
- Mario Morgoni
- Claudio Moscardelli
- Massimo Mucchetti
- Pamela Giacoma Orra
- Venera Padua
- Giorgio Pagliari
- Annamaria Parente
- Carlo Pegorer
- Stefania Pezzopane
- Leana Pignedoli
- Roberta Pinotti
- Luciano Pizzetti
- Francesca Puglisi
- Laura Puppato
- Raffaele Ranucci
- Lucrezia Ricchiuti
- Gianluca Rossi
- Francesco Russo
- Roberto Ruta
- Angelica Saggese
- Gian Carlo Sangalli
- Giorgio Santini
- Francesco Scalia
- Annalisa Silvestro
- Pasquale Sollo
- Lodovico Sonego
- Maria Spilabotte
- Ugo Sposetti
- Walter Tocci
- Salvatore Tomaselli
- Giorgio Tonini
- Mario Tronti
- Renato Guerino Turano
- Stefano Vaccari
- Daniele Valentini
- Vito Vattuone
- Francesco Verducci
- Luigi Zanda
- Magda Angela Zanoni
- Sergio Zavoli

### Nuovo Centrodestra
- Piero Aiello
- Gabriele Albertini
- Andrea Augello
- Antonio Azzollini
- Laura Biancomi
- Giovanni Bilardi
- Paolo Bonaiuti
- Antonio Stefano Caridi
- Massimo Cassano
- Federica Chiavaroli
- Francesco Colucci
- Luigi Compagna
- Franco Conte
- Antonio D'Ali
- Mario Dalla Tor
- Vincenzo D'Ascola
- Ulisse Di Giacomo
- Giuseppe Esposito
- Roberto Formigoni
- Antonio Gentile
- Carlo Giovanardi
- Marcello Gualdani
- Bruno Mancuso
- Giuseppe Francesco Maria Marinello
- Paolo Naccarato
- Pippo Pagano
- Gaetano Quagliariello
- Luciano Rossi
- Maurizio Sacconi
- Renato Schifani
- Salvatore Torrisi
- Simona Vicari
- Guide Viceconti

### Per l'Italia
- Pier Ferdinando Casini
- Antonio De Poli
- Aldo Di Biagio
- Salvatore Tito Di Maggio
- Angela D'Onghia
- Luigi Marino
- Mario Mauro
- Maria Paola Merloni
- Andrea Olivero
- Lucio Romano

### Scelta Civica per l'Italia
- Gianpiero Dalla Zuanna
- Benedetto Della Vedova
- Stefania Giannini
- Pietro Ichino
- Linda Lanzillotta
- Alessandro Maran
- Mario Monti (L)
- Gianluca Susta

### Per le Autonomie
- Giulio Andreotti (L)
- Hans Berger
- Enrico Buemi
- Elena Cattaneo (L)
- Emilio Colombo (L)
- Mario Ferrara
- Vittorio Fravezzi
- Albert Laniece
- Fausto Guilherme Longo
- Riccardo Nencini
- Francesco Palermo
- Franco Panizza
- Carlo Rubbia (L)
- Karl Zeller
- Claudio Zin

## Opozicija

### Forza Italia
- Maria Elisabetta Alberti
- Bruno Alicata
- Francesco Maria Amoruso
- Francesco Aracri
- Silvio Berlusconi
- Anna Maria Bernini
- Bernabo Bocca
- Sandro Bondi
- Anna Cinzia Bonfrisco
- Francesco Bruni
- Donato Bruno
- Giacomo Caliendo
- Franco Cardiello
- Franco Carraro
- Remigio Ceroni
- Riccardo Conti
- Luigi D'Ambrosio Lettieri
- Domenico De Siano
- Ciro Falanga
- Enzo Fasano
- Claudio Fazzone
- Emilio Floris
- Paolo Galimberti
- Maurizio Gasparri
- Niccolo Ghedini
- Vincenzo Gibiino
- Francesco Maria Giro
- Pietro Iurlaro
- Pietro Liuzzi
- Eva Longo
- Lucio Malan
- Andrea Mandelli
- Mario Mantovani
- Marco Marin
- Altero Matteoli
- Riccardo Mazzoni
- Alfredo Messina
- Augusto Minzolini
- Vilma Moronese
- Nicola Morra
- Alessandra Mussolini
- Lionello Marco Pagnoncelli
- Nitto Francesco Palma
- Paolo Pelino
- Luigi Perrone
- Enrico Piccinelli
- Giovanni Piccoli
- Antonio Razzi
- Manuela Repetti
- Maria Rizzotti
- Paolo Romani
- Mariarosaria Rossi
- Salvatore Sciascia
- Domenico Scilipoti
- Francesco Scoma
- Giancarlo Serafini
- Lucio Rosario Tarquinio
- Denis Verdini
- Antonio Giuseppe Maria Verro
- Riccardo Villari
- Pierantonio Zanettin
- Vittorio Zizza
- Sante Zuffada

### Movimento 5 Stelle
- Alberto Airola
- Ornella Bertorotta
- Laura Bignami
- Rosetta Enza Blundo
- Laura Bottici
- Maurizio Buccarella
- Elisa Bulgarelli
- Enrico Cappelletti
- Gianluca Castaldi
- Nunzia Catalfo
- Lello Ciampolillo
- Andrea Cioffi
- Roberto Cotti
- Vito Claudio Crimi
- Cristina De Pietro
- Daniela Donno
- Giovanni Endrizzi
- Elena Fattori
- Serenella Fucksia
- Luigi Gaetti
- Mario Michele Giarrusso
- Gianni Pietro Girotto
- Barbara Lezzi
- Stefano Lucidi
- Giovanna Mangili
- Carlo Martelli
- Bruno Marton
- Francesco Molinari
- Michela Montevecchi
- Paolo Nugnes
- Sara Plagini
- Vito Rosario Petrocelli
- Sergio Puglia
- Vincenzo Santagelo
- Marco Scibona
- Manuela Serra
- Ivana Simeone
- Paola Taverna
- Giuseppe Vacciano

### Lega Nord
- Paolo Arrigoni
- Patrizia Bisinella
- Massimo Bitonci
- Roberto Calderoli
- Stefano Candiani
- Gian Marco Cientinaio
- Silvana Andreina Comaroli
- Nunziante Consiglio
- Jonny Crosio
- Sergio Divina
- Massimo Garavaglia
- Emanuela Munerato
- Erika Stefani
- Giacomo Stucchi
- Raffaele Volpi

### Grandi Autonomie e Libertà
- Lucio Barani
- Giuseppe Compagnone
- Vincenzo D'Anna
- Michelino Davico
- Pietro Langella
- Giovanni Mauro
- Antonio Milo
- Giuseppe Ruvolo
- Antonio Fabio Scavone
- Giulio Tremonti

### Sinistra Ecologia Libertà
- Giovanni Barozzino
- Massimo Cervellini
- Peppe De Cristofaro
- Loredana De Petris
- Alessia Petraglia
- Dario Stefano
- Luciano Uras

### Neodvisni
- Claudio Abbado (L)
- Fabiola Anitori
- Alessandra Bencini
- Fabrizio Bocchino
- Francesco Campanella
- Monica Casaletto
- Carlo Azeglio Ciampi (L)
- Paola De Pin
- Adele Gambaro
- Marino Germano Mastrangeli
- Maria Mussini
- Luis Alberto Orellana
- Bartolomeo Pepe
- Renzo Piano (L)
- Maurizio Romani
- Maurizio Rossi